# Primrose League
 (février 2023).
La mise en forme du texte ne suit pas les recommandations de Wikipédia : il faut le « wikifier ».
Les points d'amélioration suivants sont les cas les plus fréquents. Le détail des points à revoir est peut-être précisé sur la page de discussion.
- Les titres sont pré-formatés par le logiciel. Ils ne sont ni en capitales, ni en gras.
- Le texte ne doit pas être écrit en capitales (les noms de famille non plus), ni en gras, ni en italique, ni en « petit »…
- Le gras n'est utilisé que pour surligner le titre de l'article dans l'introduction, une seule fois.
- L'italique est rarement utilisé : mots en langue étrangère, titres d'œuvres, noms de bateaux, etc.
- Les citations ne sont pas en italique mais en corps de texte normal. Elles sont entourées par des guillemets français : « et ».
- Les listes à puces sont à éviter, des paragraphes rédigés étant largement préférés. Les tableaux sont à réserver à la présentation de données structurées (résultats, etc.).
- Les appels de note de bas de page (petits chiffres en exposant, introduits par l'outil «  Source ») sont à placer entre la fin de phrase et le point final[comme ça].
- Les liens internes (vers d'autres articles de Wikipédia) sont à choisir avec parcimonie. Créez des liens vers des articles approfondissant le sujet. Les termes génériques sans rapport avec le sujet sont à éviter, ainsi que les répétitions de liens vers un même terme.
- Les liens externes sont à placer uniquement dans une section « Liens externes », à la fin de l'article. Ces liens sont à choisir avec parcimonie suivant les règles définies. Si un lien sert de source à l'article, son insertion dans le texte est à faire par les notes de bas de page.
- La présentation des références doit suivre les conventions bibliographiques. Il est recommandé d'utiliser les modèles {{Ouvrage}}, {{Chapitre}}, {{Article}}, {{Lien web}} et/ou {{Bibliographie}}. Le mode d'édition visuel peut mettre en forme automatiquement les références.
- Insérer une infobox (cadre d'informations à droite) n'est pas obligatoire pour parachever la mise en page.

Pour une aide détaillée, merci de consulter Aide:Wikification.
Si vous pensez que ces points ont été résolus, vous pouvez retirer ce bandeau et améliorer la mise en forme d'un autre article.
La Primrose League était une organisation de diffusion des principes conservateurs en Grande-Bretagne. Elle fut fondée en 1883.
À un stade tardif de son existence, ses objectifs déclarés (publiés dans la Primrose League Gazette, vol. 83, n° 2, mars/avril 1979) étaient :
1. Soutenir et soutenir Dieu, la reine et le pays, et la cause conservatrice ;
2. Fournir une voix efficace pour représenter les intérêts de nos membres et apporter l'expérience des dirigeants pour influer sur la conduite des affaires publiques pour le bien commun ;
3. Encourager et aider nos membres à améliorer leurs compétences professionnelles en tant que leaders ;
4. Défendre la libre entreprise.

## Fondation

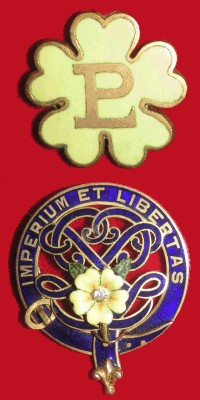
Insignes de la Primrose League.

La primevère (primrose) était connue comme la "fleur préférée" de Benjamin Disraeli, et s'est ainsi associée à lui. La reine Victoria a envoyé une couronne de primevères à ses funérailles le 26 avril 1881 avec le message manuscrit: "Ses fleurs préférées: d'Osborne: un hommage de considération affectueuse de la reine Victoria". Le jour du dévoilement de la statue de Disraeli, tous les membres conservateurs de la Chambre des communes furent décorés d'une primevère.
Un petit groupe discutait depuis quelque temps des moyens d'obtenir l'adhésion du peuple aux principes conservateurs. Sir Henry Drummond Wolff dit à Lord Randolph Churchill : « Fondons une ligue de primevères ». Une réunion eut lieu au Carlton Club peu de temps après, composée de Churchill, Wolff, Sir John Gorst, Percy Mitford, le colonel Fred Burnaby et quelques autres, auxquels s'ajoutèrent ajoutés Satchell Hopkins, JB Stone, Rowlands et quelques partisans de Birmingham. de Burnaby, qui souhaitait également renvoyer Lord Randolph Churchill en tant que député conservateur de cette ville. Ces membres fondateurs participèrent à la refonte des statuts originaux, d'abord rédigés par Wolff. Wolff avait depuis quelques années perçu l'influence exercée dans les sociétés de bienfaisance par les badges et les appellations titulaires, et il s'est efforcé de concevoir une phraséologie pittoresque qui serait attrayante pour les classes ouvrières. Le titre de "Knight Harbinger" a été pris d'un bureau qui n'existe plus dans la Maison Royale, et une gradation régulière a été instituée pour les titres honorifiques et les décorations attribuées aux membres. Cette idée, d'abord ridiculisée, s'est beaucoup développée depuis la fondation de l'ordre ; et de nouvelles distinctions et décorations ont été fondées, contribuant également aux attraits de la ligue. 

« I declare on my honour and faith that I will devote my best ability to the maintenance of religion, of the estates of the realm, and of the imperial ascendancy of the British Empire; and that, consistently with my allegiance to the sovereign of these realms, I will promote with discretion and fidelity the above objects, being those of the Primrose League. »

La devise était Imperium et libertas ;  le sceau, trois primevères ; et l'insigne, un monogramme contenant les lettres PL, entouré de primevères. De nombreux autres insignes et divers articles de joaillerie ont été conçus plus tard, avec cette fleur comme emblème .
Un petit bureau a d'abord été aménagé au deuxième étage d'Essex Street, The Strand, mais il a rapidement dû être abandonné, car les dimensions de la Ligue augmentaient rapidement.  La ligue avait deux types de membres qui payaient des cotisations annuelles différentes : les membres à part entière (chevaliers et dames) qui payaient généralement une demi-couronne, et les membres associés qui payaient quelques sous.
Les dames étaient généralement incluses dans la première organisation de la Ligue, mais par la suite, une branche féminine et un grand conseil distincts furent formés. La fondatrice du Ladies Grand Council était Lady Borthwick (plus tard Lady Glenesk ), et la première réunion du comité eut lieu chez elle à Piccadilly en mars 1885. "La Primrose League fut la première organisation politique à donner aux femmes le même statut et responsabilités que les hommes ». Les dames qui formèrent le premier comité étaient : Madame Borthwick ; la duchesse douairière de Marlborough (première dame présidente); Dame Wimborne ; Dame Randolph Churchill ; Dame Charles Beresford; la marquise douairière de Waterford ; Julia, marquise de Tweeddale ; Julia, comtesse de Jersey ; Mme (par la suite Lady) Hardman ; Dame Dorothy Nevill ; l'honorable Lady Campbell (plus tard Lady Blythswood); l'Honorable Mme Armitage; Mme Bischoffsheim ; Mlle Meresia Nevill (la première secrétaire du Conseil des Dames).
| An   | Chevaliers | Dames  | Associates | Total     | Habitations |
| ---- | ---------- | ------ | ---------- | --------- | ----------- |
| 1884 | 747        | 153    | 57         | 957       | 46          |
| 1885 | 1 071      | 1 381  | 1 914      | 11 366    | 169         |
| 1886 | 32 645     | 23 381 | 181 257    | 237 283   | 1 200       |
| 1887 | 50 258     | 39 215 | 476 388    | 565 861   | 1 724       |
| 1888 | 54 580     | 42 791 | 575 235    | 672 606   | 1 877       |
| 1889 | 58 108     | 46 216 | 705 832    | 810 228   | 1 986       |
| 1890 | 60 795     | 48 796 | 801 261    | 910 852   | 2 081       |
| 1891 | 63 251     | 50 973 | 887 068    | 1 001 292 | 2 143       |
| 1901 | 75 260     | 64 906 | 1 416 473  | 1 556 639 | 2 292       |
| 1910 | 87 235     | 80 038 | 1 885 746  | 2 053 019 | 2 645       |

Lorsque la ligue est devenue un succès, elle a été rejointe par Lord Salisbury et Sir Stafford Northcote, qui ont été élus Grands Maîtres. Entre son inauguration et 1910, ses effectifs ont progressivement augmenté, comme le montre le tableau ci-dessus.
Sir Winston Churchill, dans son livre sur son père, Lord Randolph Churchill publié en 1906, déclara que la Primrose League comptait un million de membres cotisants "déterminés à promouvoir la cause du torysme" .
On disait que les membres de la Ligue dépassaient le million au début des années 1890 et bénéficiaient à cette époque de plus de soutien que le mouvement syndical britannique . 6 000 personnes étaient membres de la Ligue à Bolton en 1900, ce qui était aussi important que l'effectif national du Parti travailliste indépendant à la même époque. Cependant, en 1912, le nombre de membres de la Ligue était tombé à un peu plus de 650 000 alors que d'autres ligues émergeaient, telles que la Tariff Reform League et la Budget Protest League .
Avec l'octroi du suffrage universel après la Première Guerre mondiale, la direction du Parti conservateur a décidé qu'"une adhésion de masse semblait désormais un objet nécessaire si les conservateurs devaient être sur un pied d'égalité avec les bataillons de masse des syndicats", et ainsi, avec l'augmentation de l'adhésion au parti, le besoin d'un soutien auxiliaire d'organisations telles que la Primrose League a diminué, en particulier en tant que vecteur de soutien féminin qui avait maintenant obtenu le vote et pouvait être membre à part entière du Parti conservateur .

## Activités
Les membres étaient censés soutenir activement la ligue, et pour maintenir l'intérêt, un programme d'événements sociaux a été organisé pour les membres, "dont la fête d'été Primrose, souvent organisée dans l'enceinte de demeures seigneuriales ouvertes pour la première fois à cet effet, a fourni le grand point culminant annuel" . Il y avait, cependant, aussi des excursions d'une journée et des soirées d'hiver pour les membres de la ligue, ce qui a amené Flora Thompson à conclure que "Il n'était pas étonnant que le joli petit insigne de primevère émaillé, porté comme une broche ou un ornement de revers, était tellement en évidence " . Lors des événements, les membres s'adressaient souvent et avaient l'occasion de rencontrer des membres du Parti parlementaire conservateur.[réf. nécessaire]
Une partie de l'attrait de la Ligue était due à son attrait interclasse : les ouvriers pouvaient profiter des fêtes ; les bourgeois pouvaient se réjouir de rencontrer les nobs locaux ; tandis que pour les femmes de la classe supérieure, la Ligue offrait une opportunité de mobilisation politique, les nouveaux vélos leur permettant d'atteindre un grand nombre de villages de campagne .

### Déclin du XXe siècle
Au début du 20e siècle, la Ligue avait perdu une partie de son élan initial, mais avant la Seconde Guerre mondiale, la Ligue était encore en mesure de remplir le Royal Albert Hall pour sa Grande Habitation annuelle. Il poursuivit ses activités après la guerre et célébra son centenaire en 1983 avec son cycle habituel d'événements sociaux et politiques.
La Gazette de la Ligue a publié des articles d'éminents politiciens de l'époque, y compris même la dirigeante de l'époque et future Premier ministre Margaret Thatcher (en septembre/octobre 1977), mais à la suite de la démission de son industrieuse secrétaire de 45 ans, Evelyn Hawley, CBE, au fin 1988, il est entré dans un déclin terminal.

## Dissolution
Le Daily Telegraph a rapporté le 16 décembre 2004 :
« [C]ette semaine a vu un événement significatif pour tout observateur de l'histoire politique : après 121 ans, la Primrose League a finalement été dissoute. L'objectif de la ligue était de promouvoir le torysme à travers le pays. "Ces dernières années, nos réunions sont devenues de plus en plus petites", explique Lord Mowbray, l'un des ténors de la ligue. Ses fonds restants ont été reversés aux coffres des conservateurs. "Lundi, j'ai remis à Michael Howard et Liam Fox un chèque de 70 000 £", ajoute fièrement Lord Mowbray." 

## Administration
- Grands Maîtres :

Lord Salisbury
Sir Stafford Northcote
Stanley Baldwin [1er comte Baldwin] (1924-1938)
Sir Kingsley Wood (1938-1943)
Sir Winston Churchill (1944-1965)
Alec Douglas-Home Lord Home of the Hirsel, KT, (1966-décembre 1983)
- Chanceliers :

Lord Mowbray et Stourton (avril 1975-avril 1979), (avril 1981-avril 1984)
Lord O'Hagan, député européen, (avril 1979-avril 1981)
Lord Murton de Lindisfarne, OBE, TD, JP, (avril 1984-décembre 1988)
Sir John Langford Holt, (1989-présent)
- Hon. Trésorier:

Sir Graham Rowlandson, MBE, JP (1977-juin 1985)
M. WLGrant (juin 1985-août 1988)
Peter Bowring (septembre 1988-présent)
- Présidente, Grand Conseil des Dames

Mme Lucy Baldwin (1935) 
- Président, Chapitre de Churchill

Geoffrey Johnson-Smith, député (1977-présent)
- Présidente, section féminine de Churchill :

Mme Evelyn King (en 1977-juin 1986)
Judith, Lady Roberts (juin 1985-présent)
- Président, Comité des affaires générales :

John Heydon Stokes, député (1971-juin 1985)
William Cash, député (juin 1985-juillet 1988)
Richard WL Smith (juillet 1988-présent)
- Président, Comité politique :

Richard WL Smith (depuis avril 1987-présent)
- Secrétaire:

James McAuslane, écuyer (?-1911-? )
Mme Evelyn M. Hawley, CBE, OBE (1943–1988)
- Hon. Directeur:

Roger Boaden, MBE, (27 septembre 1988-présent)
- Fiduciaires :

Col. Sir Léonard Ropner , Bt, MC, (1977)
Lord St Helens, MC., (1977-décembre 1980)
Lord Tweedsmuir, CBE
Robert Cooke, député (1977-juin 1987)
Lord Mowbray et Stourton, CBE, (mars 1980-présent)
Lord Denham, CP, (avril 1988-présent)

## Sources
- (en) Alistair Cooke, « Founders of the Primrose League (act. 1883–c.1918) », dans Oxford Dictionary of National Biography, Oxford University Press, septembre 2014
- Anthony Seldon et Peter Snowdon, The Conservative Party, Sutton Publishing, 2004, 211–212 p.
- Wolff, Henry Drummond (1911). "Primrose League, The".  In Chisholm, Hugh (ed.). Encyclopædia Britannica. Vol. 22 (11th ed.). Cambridge University Press. p. 341.